# Praktbottentittare
Praktbottentittare (Anostomus anostomus) är en stor laxkarp som lever i Nedre Amazonfloden, Orinocofloden i Venezuela, Colombia och Guyana. Fisken blir upp till 18 cm och äter mindre levande foder, och de flesta fodertyper men kosten bör komponeras med vegetariskt foder.

## Praktbottentittare som akvariefisk
Fisken kan bli uppåt 18 cm när fisken hålls i stora akvarier. Aningen surt vatten och mjukt bör vara i akvariet. Ljuset rekommendera satt vara starkt med lika stark vattencirkulation som med ett eldrivet filter. Ställen för fisken att gömma sig i till exempel sprickor bör förekomma. Den perfekta temperaturen är 25 grader, men fisken klarar 22-28 grader. Uppfödning i akvarier har åstadkommits enstaka gånger men särskilda instruktioner saknas.